# 217国道
217国道（或“国道217线”、“G217线”）是在中国的一条国道，全线位于新疆维吾尔自治区。根据《国家公路网规划（2013年－2030年）》，起点为阿勒泰市，终点为塔什库尔干塔吉克自治县。

## 里程表
| 城市名                                         | 距起点距离 |
| ---------------------------------------------- | ---------- |
| 新疆维吾尔自治区阿勒泰地区阿勒泰市             | 0          |
| 新疆维吾尔自治区阿勒泰地区布尔津县             | 110        |
| 新疆维吾尔自治区克拉玛依市                     | 437        |
| 新疆维吾尔自治区伊犁哈萨克自治州奎屯市         | 574        |
| 新疆维吾尔自治区阿克苏地区库车市               | 1117       |
| 新疆维吾尔自治区阿克苏地区沙雅县               | 1172       |
| 新疆维吾尔自治区阿拉尔市                       | 1344       |
| 新疆维吾尔自治区阿克苏地区阿瓦提县             |            |
| 新疆维吾尔自治区图木舒克市                     |            |
| 新疆维吾尔自治区喀什地区巴楚县                 |            |
| 新疆维吾尔自治区喀什地区麦盖提县               |            |
| 新疆维吾尔自治区喀什地区莎车县                 |            |
| 新疆维吾尔自治区喀什地区塔什库尔干塔吉克自治县 | 2159       |

## 历史

### 独库公路
独库公路现为217国道独山子至库车段。全线设有道班养护，但每年只通车3个月。2009年6月，在武警交通部队第二总队完成了独库公路从山岭重丘区三级路改造为山区二级路的施工任务。
根据毛泽东1964年4月9日“要搞活天山”的指示，在“巩固边防，加强战备，搞活天山，独立作战”的思想指导下新疆军区决定修建4条天山国防公路，其中与独库公路有关的是07042线(则克台—库车)、 0603线(独山子—伊宁县墩麻扎)。07042线拟从南疆库车经阿格乡康村(坎村)、克孜利亚、小克孜力木达坂、巴音布鲁克草原、江布达坂、（农四师七十二团）五营至新源县则克台。0603线从北疆独山子南巴音沟起，经乌兰萨德克河、蒙尕特达坂(即孟克特达坂)、沙尔布拉克(尼勒克县乌拉斯台乡西侧村庄)、尼勒克县城至伊宁县墩麻扎。在0603线的沙尔布拉克与07042线的则克台之间，建支线联络。1966年至1970年由新疆公路勘察设计院按照六级公路标准测设。1969年开工。0603线天山以北段由步兵某师轮流抽出一个团施工，天山以南段由工二师十四团(后改称农四师工建团）2500人从伊宁县墩麻扎沿喀什河向尼勒克县方向修建。1972年9月0603线修通。农四师工建团继续向东施工，直到1978年修到乔尔玛。07042线由步兵某师某团率农一师、农二师及阿克苏、巴州抽调两千余民工，从1970年3月中旬施工。1970年7月24日该团二营和民工共1500多人的军民筑路队被暴雪困在铁力买提达坂北坡十余公里的峡谷十余天。至1972年突击完成，耗资816万元，只能勉强通车。
1973年3月新疆军区司令员杨勇对原南北跨越天山的公路路线方案，认为“07042”路段偏西，提出路线东移的意见，并拟提高路线标准。1973年7月，新疆军区征得自治区党委的同意后，于1973年9月5日上报国务院和中央军委批准并重新设计。1973年10月，交通部第一、二公路勘测设计院及自治区交通厅勘测设计院进行测设。1974年初提出推荐方案：独山子向南行经山前戈壁至巴音沟，翻越海拔为1913米的查干萨拉大坂，至沙大王河口沿奎屯河逆流而上，过三岔河(乌兰萨德克沟口)、大平台、经拉帕特沟至海拔3391米的哈拉嘎特达坂(现称哈希勒根达坂)、玉希莫勒盖达坂、拉尔墩达板、巴音布鲁克(即现巴音布鲁克镇)、巴音布鲁克区二乡(现称巴音郭楞乡)、铁列买德达坂(铁力买提达坂)、阿格乡坎村(现称康村)至库车。该方案比原线路缩短110公里，在则克台处向东移120公里，3个达坂采用隧道通过，减轻了雪害；全线定为三级公路。新疆国防公路领导小组同意这个方案，并报告中央。1974年4月21日国务院和中央军委下达了《关于加快建设天山公路的命令》，并将其列入国家重点项目，直接归中央军委领导建设。1974年5月，军委工程兵第四工区的三个建筑工程团1.3万人开进天山。武汉、西安调来的五个测量队也开进了边城。为了保障施工机械、车辆的修理，国家又为新疆军区组建了一个企业化的机械修理厂和一个汽车修理厂，拨给了850名劳动指标和相应的修理设备。1974年8月天山公路开工。步兵某师一个团负责库车至铁里买提隧道段的路基的扩建工程，被新疆维吾尔自治区和新疆军区授予“建设天山开路先锋，保卫边疆再立新功”锦旗，并受到国家交通部的表彰。步兵某师一个团负责那拉提以东的巩乃斯林场洪恰里克沟至巴音布鲁克区二乡(现巴音郭楞乡)120余公里路基施工。1975年3月，新疆军区组建天山国防公路指挥部。1976年新疆自治区公路局桥梁工程队二工区120人修建铁里买提达坂以南的6座中型桥梁工程。1979年夏季后天山公路全线毛路通车。1979年11月交通部决定二号隧道缓建并用明线通车。1981年11月国家建委主任韩光等决定独库公路建成后，可以根据积雪情况季节性的养护需要，批准600万元购置养路机械设备，批准700个招工指标，成立3个养路段进行养护。1983年9月26日，天山公路通过由交通部会同相关部门组织的竣工验收，并正式通车交付使用，总投资3.5亿多元。施工時有168人遇難。新疆维吾尔自治区人民政府和乌鲁木齐军区拨款8万元在天山腹地乔尔马修建筑路烈士纪念碑，1984年9月建成，碑背面镌刻着128名烈士名字。玉希莫勒盖隧道仍未完工作为专项工程继续施工，直到1989年6月部队完全撤离。
独库公路长562公里，平均海拔2500米，翻越4个海拔3000米以上、常年积雪的达坂，跨越5条河流（库车河、巴音郭楞河、巩乃斯河、喀什河、奎屯河），通车之初建有3条高山隧道、2座防雪走廊。由北向南为：
- 独山子区
- 清水河大桥
- 哈希勒根达坂，海拔3390米，为天山北侧的依连哈比尔尕山垭口。哈希勒根隧道（一号隧道）长340米，净宽7.5米，净高5.8米。隧道北侧有防雪走廊。
- 乔尔玛
- 玉希莫勒盖达坂，垭口海拔3428米，为阿布拉勒山垭口。玉希莫勒盖隧道（二号隧道），因穿过断层破碎带透水严重，衬砌困难，防水层不够，通车后到处冒水，导致冬季洞口被冰堵塞，仅通车一年就不能使用，来往车辆改走明线（长32.3公里）。2008年5月中铁十三局、中铁建大桥局开工新建玉希莫勒盖隧道，全长1943米，净宽7.5米，净高5米，限高4.5米。2013年9月20日竣工通车，比翻越玉希莫勒盖达坂少走14公里。[3]隧道进口位于老玉希莫勒盖隧道右侧对面山体上，进口高程约为3200m，出口高程约为3230m，出口接上废弃的老路。
- 那拉提镇（俗称零公里）。伊犁公路总段那拉提公路段1984年开始接养K724-K906（玉希莫勒盖达坂经那拉提至巴音布鲁克区二乡）养路、救援雪困车辆人员。[4]为保障每年6月1日通车，整个五月份要用推土机、装载机、扫雪车打通积雪路段。
- 拉尔墩达坂，海拨2700米，为那拉提山垭口。里程为217国道805公里处。达坂北侧15.5km路段内位于伊犁谷地迎风面，降雨丰富，年降水量在800毫米以上，10月15日至5月10日为稳定积雪期，山腰通过5条沟的公路有2-5米厚的积雪，是独库公路从10月中旬至次年5月不能通车根本原因。1980年春施工部队要经过该达坂进入施工现场，用8台D-80型推土机连续推雪一个月才勉强通车。1984年4月开工建设防雪走廊，全长258.5米，宽8.5米，86根钢筋混凝土立柱，1984年12月建成。
- 巴音布鲁克草原
- 呼屯郭楞隧道，长640米，净宽7.5米，净高5米
- 铁里买提达坂（官方地图上名称铁里买德达坂），海拔3700米。铁力买提隧道（三号隧道），海拔3192米，长1894米，净宽7米，净高6.7米，限高4.5米。
- 卡尔脑隧道长722米，净宽7.5米，净高5米
- 盐水沟隧道长190米，净宽9米，净高7米
- 库车市

## 图片集

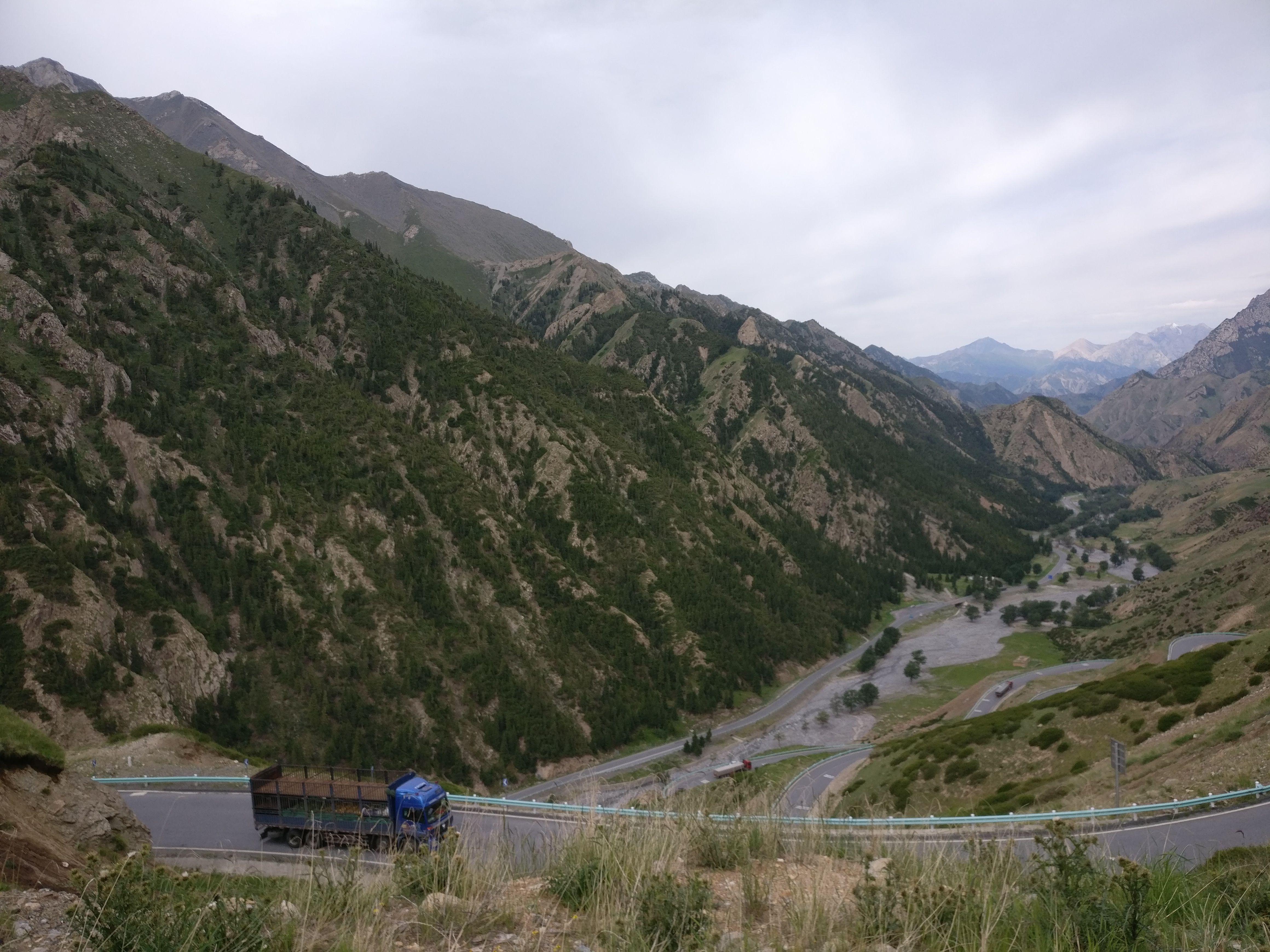
独库公路段，位于940公里处
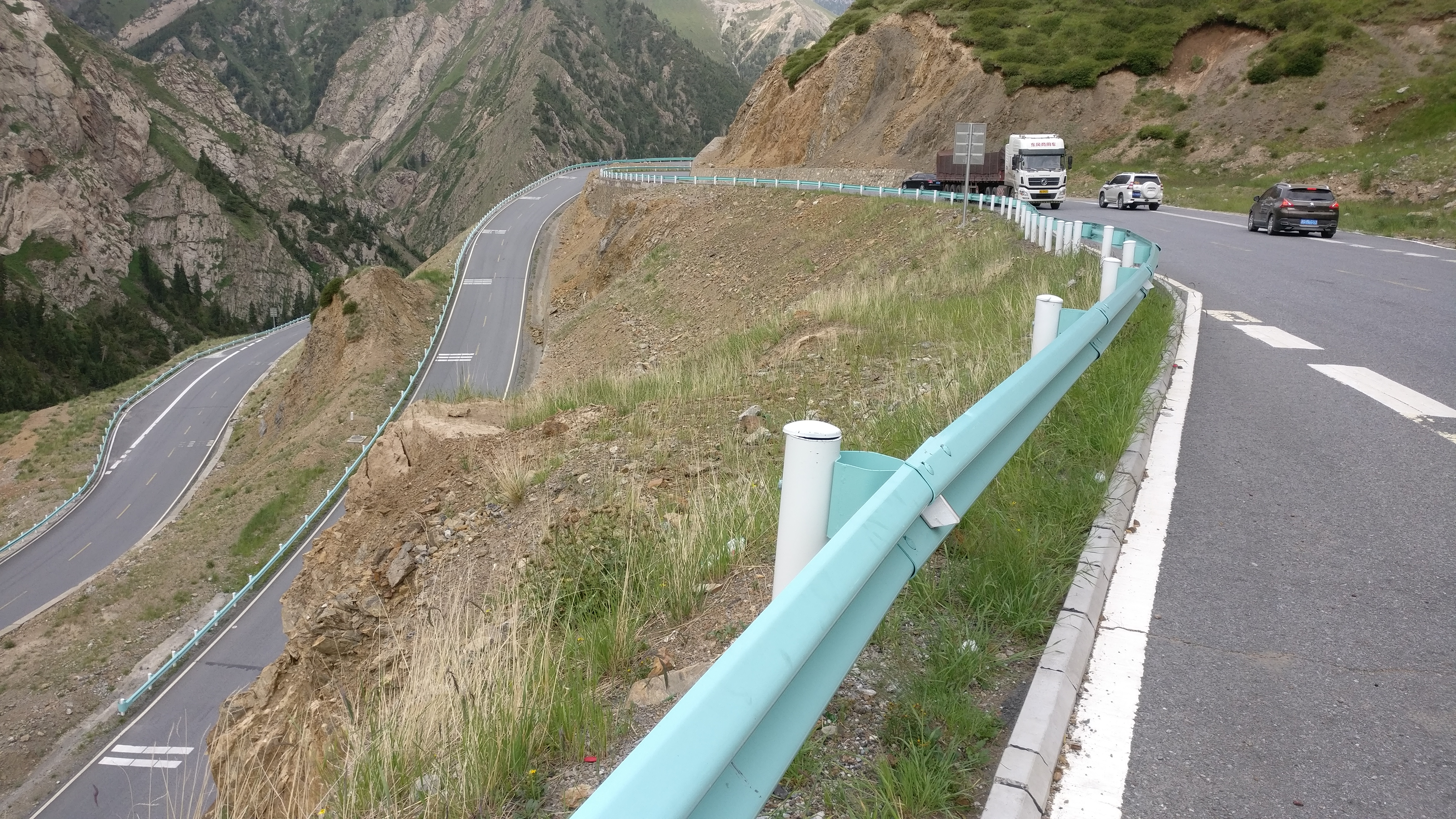
独库公路段，位于939公里处
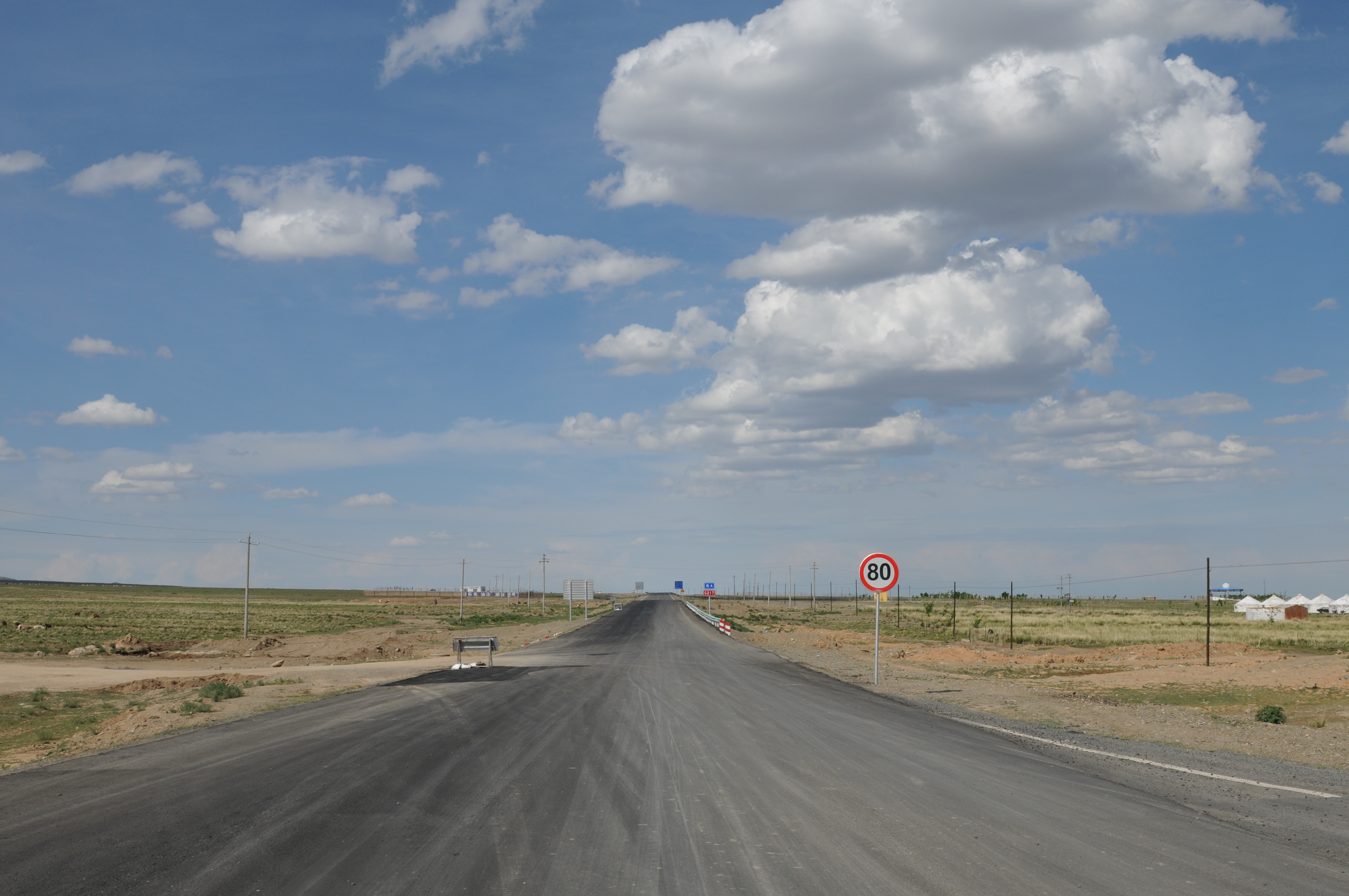
中國新疆塔城地區和布克賽爾蒙古自治縣
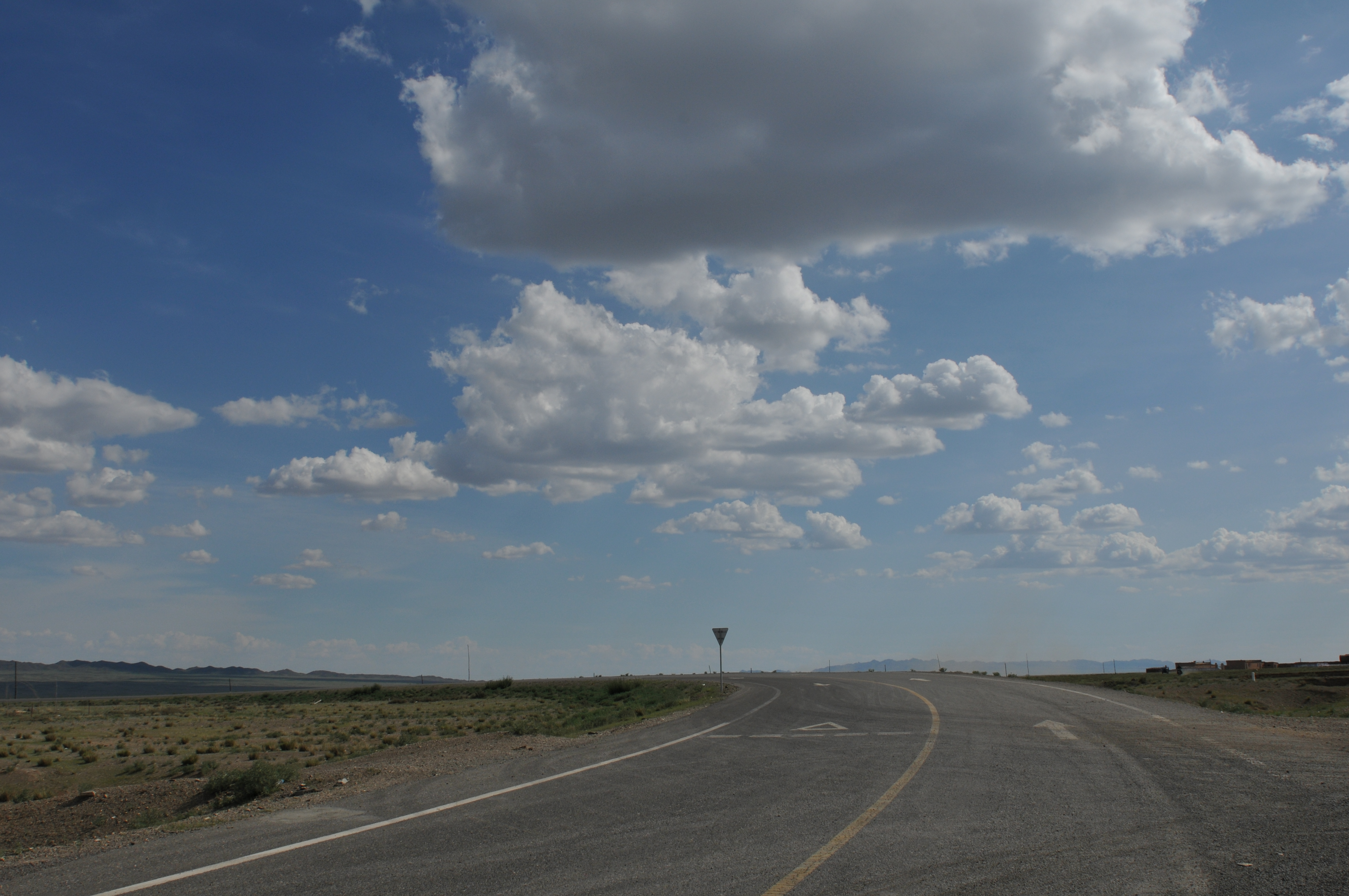
中國新疆塔城地區和布克賽爾蒙古自治縣
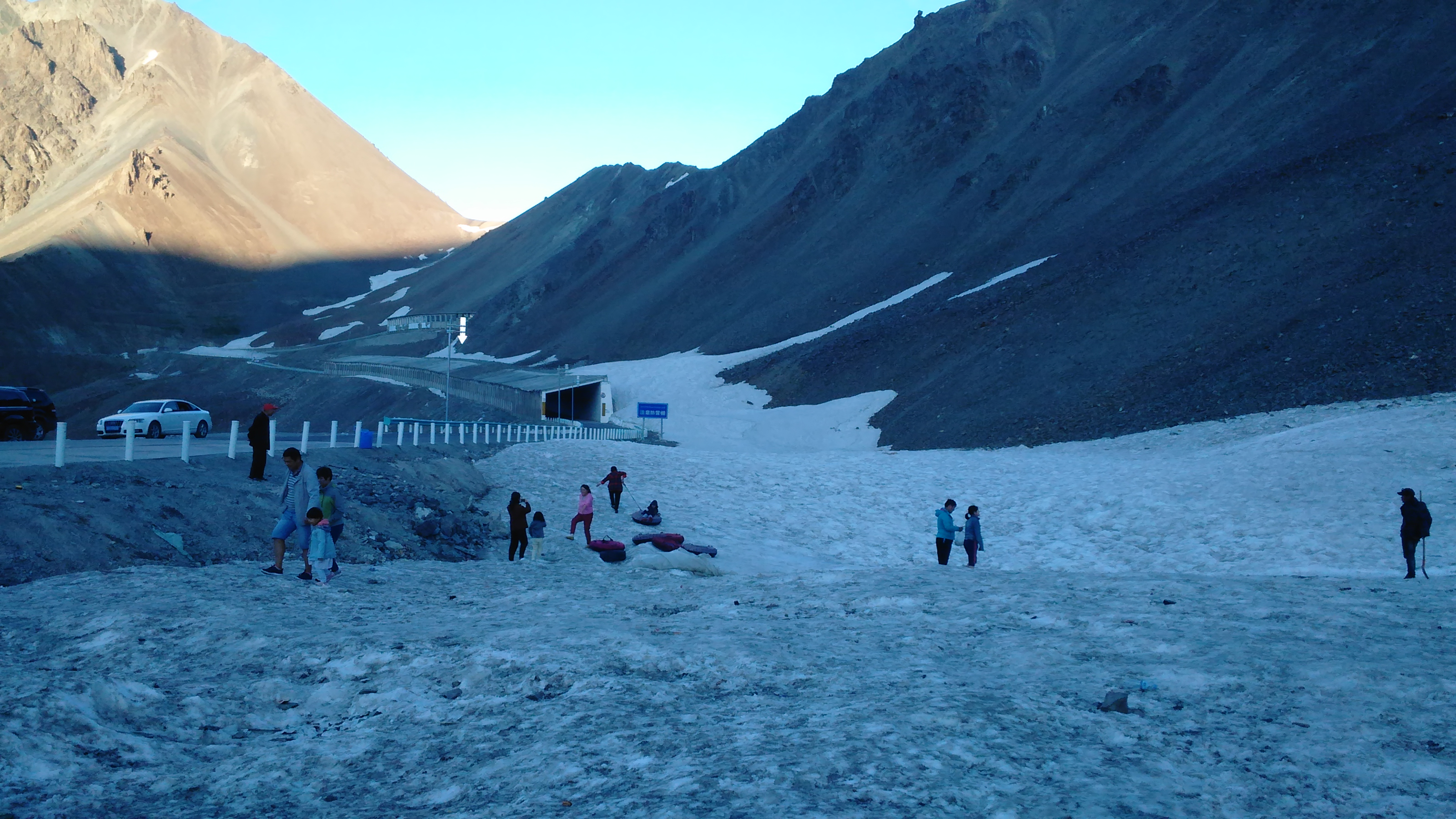
天山之顶
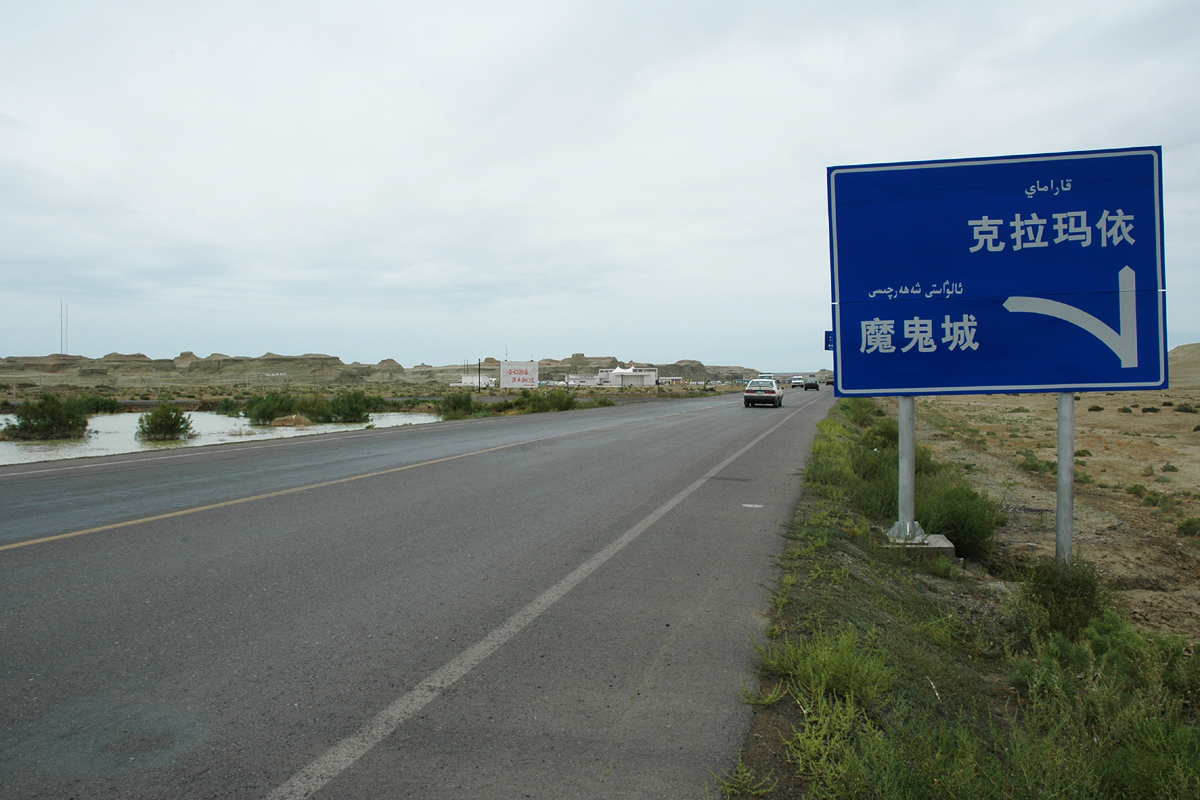
克拉玛依市乌尔禾区魔鬼城附近